# Mélibée (Océanide)
Mélibée, Méliboia ou Méliboea (en grec ancien Μελίβοια / Melíboia) est, dans la mythologie grecque archaïque, une Océanide, fille d'Océan et de Téthys ainsi que l'épouse de Pélasgos de qui elle enfante Lycaon.

## Étymologie
Le nom de Mélibée, en grec ancien Μελίβοια / Melíboia, est dérivé des mots Μελί / Melí signifiant « miel », « sucré », et βοια / boia, de βοῦς / boûs, « vache ». Mielé était un adjectif souvent appliqué aux sources et vache était un terme favorable pour une femme (dont le prix de la mariée était autrefois payé en bétail). 

## Famille
Les parents de Mélibée sont les titans Océan et Téthys. Elle est l'une de leur multiples filles, les Océanides, généralement au nombre de trois mille, et a pour frères les Dieux-fleuve, eux aussi au nombre de trois mille. Ouranos (le Flot) et Gaïa (la Terre) sont ses grands-parents tant paternels que maternels.
Elle épouse Pélasgos, un des premiers roi d'Arcadie et l'ancêtre éponyme des Pélasges, et devient par lui mère du roi d'Arcadie Lycaon , ainsi peut-être aussi de Téménos.
Mélibée peut parfois être confondue avec la naïade Cyllène, présentée tantôt comme l'épouse de Pélasgos, auquel cas les deux nymphes pourraient être le même personnage sous différents noms, tantôt comme l'épouse de Lycaon, ce qui ferait alors de Cyllène la belle-fille de Mélibée.

## Mythes
Mélibée est essentiellement connue pour sa place dans la généalogie d'Arcadie en tant qu'épouse de Pélasgos et mère de Lycaon.
Elle n'apparait que dans un autre mythe : d'après Oppien, le dieu du fleuve Oronte, ayant vu Mélibée, tomba amoureux d'elle et, pour cette raison, arrêta ses eaux, provoquant une inondation.

## Évocation moderne

### Astronomie
Mélibée a donné son nom à l'astéroïde de la ceinture principale (137) Mélibée,.